# 埔里長小蠹
埔里長小蠹（学名：Platypus horishensis）为長小蠹蟲科長小蠹屬下的一个种。